# Klaatu barada nikto

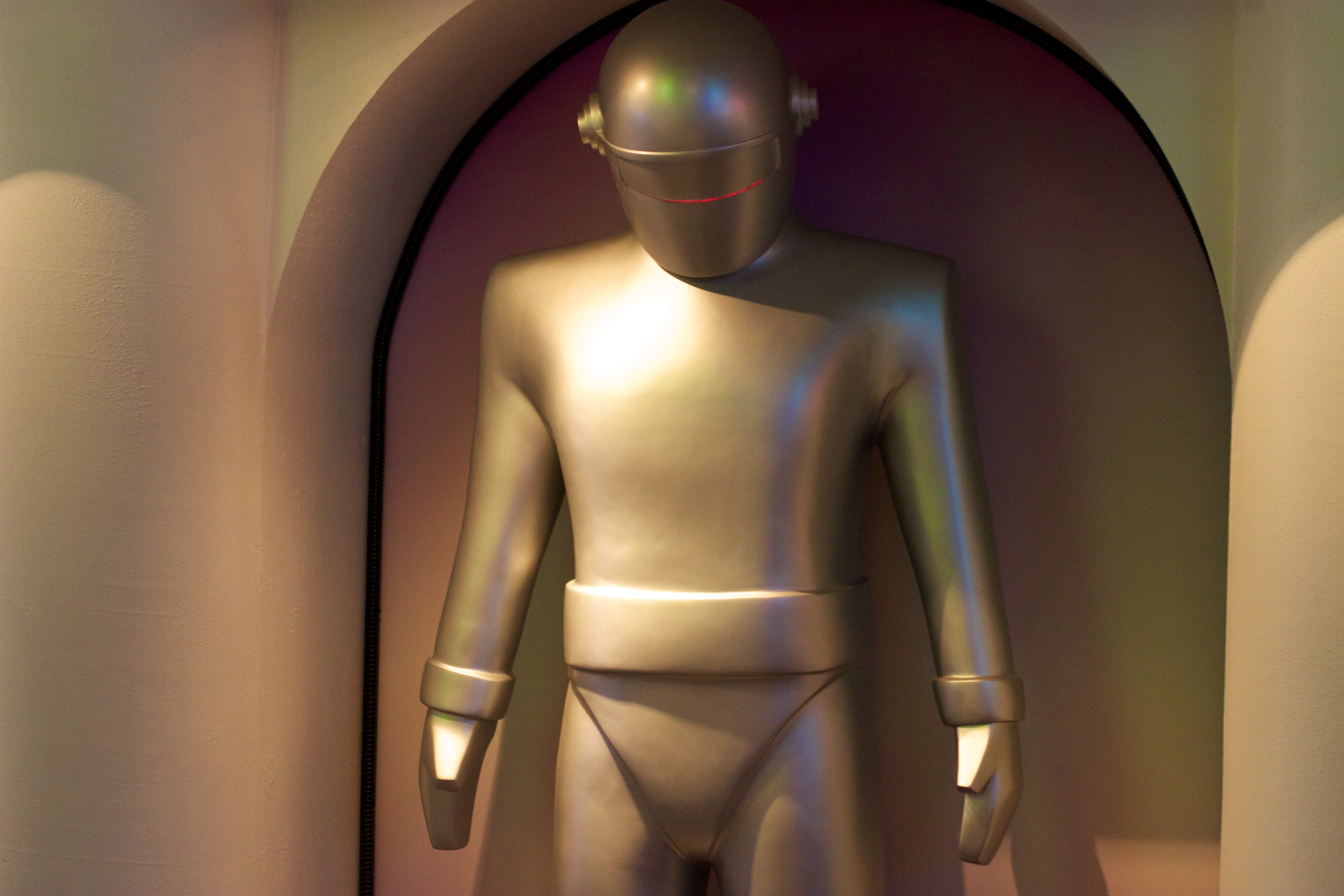
Der Roboter Gort in der Robot Hall of Fame

Klaatu barada nikto ist ein Satz bzw. Befehl in einer fiktiven Sprache. Der Satz stammt aus dem US-amerikanischen Film Der Tag, an dem die Erde stillstand aus dem Jahr 1951, einem Klassiker des frühen Science-Fiction-Films. Gesprochen werden die Worte von Helen, einer Frau von der Erde, um Gort, einen außerirdischen Roboter, von der Zerstörung des Planeten abzuhalten. Der Satz fand als geflügeltes Wort Eingang in die Popkultur.

## Geschichte
Der Film erzählt die Geschichte des Außerirdischen Klaatu (Michael Rennie), der mit seinem Raumschiff und lediglich begleitet von dem riesigen Roboter Gort auf der Erde landet. Von einer nicht näher spezifizierten Föderation hat er den Auftrag, die Menschen vor der Selbstzerstörung bzw. der Zerstörung ihres Planeten durch die von ihnen genutzte Atomkraft und die neuerdings entwickelten Atomwaffen zu warnen. Dazu nimmt Klaatu die Gestalt eines Menschen an und nennt sich „Carpenter“. Die Menschen sind jedoch größtenteils ungläubig, übervorsichtig und misstrauisch. Jeder Schritt Klaatus/Carpenters wird vom Militär verfolgt, derweil Gort zum Schutz regungslos vor dem Raumschiff verharrt.
Carpenter macht die Bekanntschaft von Helen (Patricia Neal), die ihn wiederum mit einem Wissenschaftler bekannt macht. Später offenbart er sich Helen; er habe eine Mission: die Erde und ihre Bewohner vor der Selbstzerstörung zu bewahren. Die Lage eskaliert, Carpenter wird von einem Soldaten erschossen. Gort ist programmiert, in diesem Fall die Erde zu zerstören. Die einzige Möglichkeit, dies zu verhindern, ist der – unübersetzt bleibende – Satz Klaatu barada nikto, den Carpenter zuvor Helen für den Fall mitgeteilt hatte, dass ihm etwas geschehe und er seine Mission nicht erfüllen könne. Als Gort sich in Bewegung setzt, um seinen Zerstörungsauftrag auszuführen, spricht Helen den Satz zweimal, woraufhin Gort seinen Zerstörungsauftrag abbricht, Carpenters Leichnam in das Raumschiff bringt und ihn wiederbelebt. Carpenter tritt schließlich vor das Raumschiff und hält eine Rede an die Menschheit, ihr Handeln wegen ihres Selbstzerstörungspotenzials zu überdenken und zukünftig in Frieden miteinander auszukommen. Anschließend verlässt er zusammen mit Gort die Erde und überlässt die Menschheit wieder sich selbst.

### Übersetzung und Bedeutung
„‚Klaatu barada nikto‘ ist ein berühmtes Filmzitat, das niemand versteht, aber viele kennen.“

Im Film werden nur sehr wenige „außerirdische“ Worte geäußert, folglich ist eine Übersetzung unmöglich, da außer dem Eigennamen Klaatu unbekannt ist, was die anderen Worte bedeuten. Im Laufe der Jahrzehnte wurden zwar von etlichen Personen „Übersetzungen“ geliefert, diese entstanden aber sämtlich auf Grundlage unbelegter Spekulationen. So drehte John Cork 2008 den kurzen Dokumentarfilm Decoding 'Klaatu Barada Nikto': Science Fiction as Metaphor (‚Klaatu Barada Nikto‘ entschlüsselt: Science Fiction als Metapher), in dem verschiedene Personen, die zum Teil an Wises Film beteiligt waren, erzählen, was die Worte für sie bedeuten.
Die Bedeutung der Worte ist jedoch unzweifelhaft: Die Zerstörung der Erde (durch Gort) soll unterbleiben. Es handelt sich demnach um eine Art Fail-Safe-Verfahren.

### Rezeption und Eingang in die Populär- und Alltagskultur
Der Film unter der Regie von Robert Wise war nach der Kurzgeschichte Farewell to the Master (Abschied vom Herrn) von Harry Bates aus dem Jahr 1940 entstanden. Die „außerirdischen“ Worte kommen in Bates’ Kurzgeschichte nicht vor, sondern stammen von Edmund H. North, dem Drehbuchautor. Der Tag, an dem die Erde stillstand spielt in der damaligen Gegenwart – also 1951, mitten im Kalten Krieg. Wises Film wurde von der Kritik auf beiden Seiten des Atlantik positiv aufgenommen.
Im Gegensatz zur überwiegenden Mehrheit der (Science-Fiction-)Filme, die während des Kalten Krieges entstanden, zeichnet sich Wises Film durch seinen Aufruf zum Frieden (am Ende des Films durch den wiederbelebten Klaatu) und an die menschliche Vernunft aus und zeichnet kein konfrontatives Bild von „Gut“ gegen „Böse“.
In der Fachzeitschrift für Science-Fiction-, Horror- und Fantasy-Spielfilme und -Fernsehserien Cinefantastique schrieb 1978 Frederick S. Clark, deren erster Herausgeber, dass Klaatu barada nikto „the most famous phrase ever spoken by an extraterrestrial“ („der berühmteste, jemals von einem Außerirdischen gesprochene Satz“) sei. 2006 wurde der Roboter Gort in die Robot Hall of Fame aufgenommen, wobei darauf hingewiesen wurde, dass der von Helen gesprochene Satz „one of the most famous commands in science fiction“ („einer der berühmtesten Befehle der Science Fiction“) sei.
Der Satz wurde seither in verschiedenen Medien verwendet; so ist er zum Beispiel 1977 in dem Science-Fiction-Film Unheimliche Begegnung der dritten Art zu sehen, ebenso 1982 in dem Science-Fiction Tron, wo er an der Wand eines Büros zu sehen ist. Auch im 1992 gedrehten Film Armee der Finsternis kommt der Satz vor, allerdings in einer verballhornten Version, die auf einem Wortspiel beruht: Protagonist Ash muss einen Zauberspruch anwenden, um das Necronomicon, ein magisches Buch, öffnen zu können. Er hat den vollständigen Zauberspruch jedoch vergessen bzw. kann ihn nicht korrekt aussprechen. So sagt er „Klaatu verada necktie“ – „necktie“ ist das englische Wort für Krawatte. In der deutschen Übersetzung stammelt Ash das Wort „Nektarine“ zurecht.
Im Star-Wars-Universum von George Lucas kommen im Umfeld von Jabba the Hutt aus Die Rückkehr der Jedi-Ritter (1983) die Figuren Klaatu und Barada vor, beide Angehörige der Spezies Nikto.
In der US-Sitcom Two and a Half Men sagt Alan (Jon Cryer), der Jüngere der beiden Harper Brüder, in Folge 22 der ersten Staffel, während er schlafwandelt, zu seinem Bruder: "Gort! Klaatu barada nikto." Worauf Charly (Charlie Sheen - der Ältere der beiden) fragt: "Was?". Und Alan mit wunderbarer Mimik, äußerst süffisant "Du weißt schon!" antwortet.